# ورم بولي تناسلي
الاورام البولية التناسلية (بالإنجليزية: Urogenital neoplasm)‏ هو ورم في الجهاز البولي التناسلي.
ويشمل أيضًا:
- سرطان الثدي والأعضاء التناسلية الانثوية: (سرطان الثدي , سرطان الفرج، سرطان المهبل، الاورام المهبلية، سرطان عنق الرحم، سرطان الرحم، سرطان بطانة الرحم، سرطان المبيض )
- سرطان الأعضاء التناسلية الذكرية: ( سرطان القضيب، سرطان البروستاتا، سرطان الخصية )
- سرطان الأجهزة البولية :( سرطان الخلايا الكلوية،  سرطان المثانة )